# 군사 위성

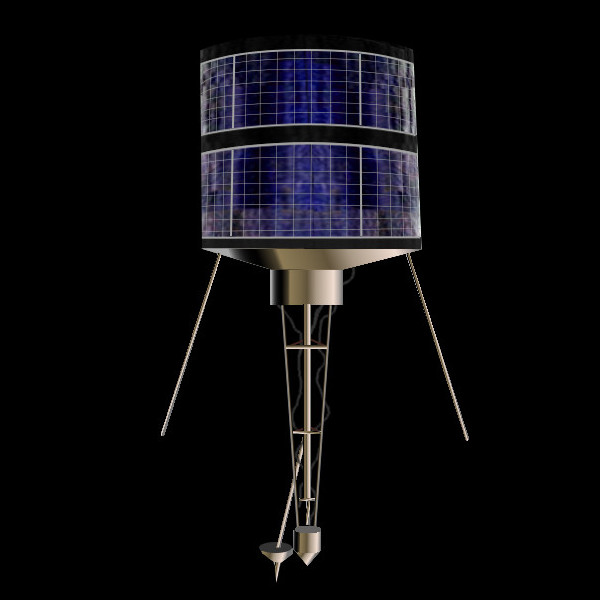
군사위성

군사위성(軍事衛星) 또는 군사용위성(軍事用衛星)은 군사시설의 정찰을 위하여 저고도(低高度)로 목적지 상공을 날며 사진 촬영을 하여 정보를 지구로 송신하거나 공격을 노리는 위성을 말한다.
궤도상에서 상대국의 군사위성을 요격하거나 상대국 육지 등을 직접 공격하도록 개발된 것도 있다. 기능에 따라 정찰위성, 탄도미사일 발사의 조기탐지ㆍ경보 및 핵폭발의 탐지를 실행하는 조기경보위성, 군사통신위성, 함정의 전천후 운항을 지원하는 군사항법위성, 미사일 발사를 탐지하여 지상에 알리는 미사일탐지위성, 지상이나 공중에서 실시된 핵실험을 탐지하는 핵폭발 탐지위성, 본국과 다른 국가에 가 있는 주둔군이나 항공기 등과 통신연락을 하는 데에 사용되는 군사통신위성, 해군, 공군이 잠수함이나 항공기에 정확한 위치를 알리는 항행위성, 탄도미사일의 목표를 선정하거나 대륙간의 거리를 정밀하게 측정하는 측량위성, 군용항공위성, 전자정보위성, 해양감시위성 등이 있다.
또 과학위성 중에도 군사적 성격을 띤 것이 있다. 이것들은 방어적 성격의 군사위성이지만 장래에는 궤도핵병기, 킬러위성 등 공격적인 군사위성이 생길 전망이다. 전략방위구상(SDI)은 이러한 공격용 군사위성을 중심으로 구상되었다. 정찰 ·통신 ·조기경보 ·항해용 등의 위성이 개발되어 실용화되고 있다.
미국이 개발한 GPS(전지구 위치측정 시스템)는 항공기ㆍ함선의 항법, 미사일의 유도를 위해 개발되었다. 나브스타 위성이라고 불리는 24기의 위성으로부터의 신호를 수신하여 자기위치를 정밀하게 측정하는 것이다.
이 밖에, 목적이 뚜렷하지 않은 비밀위성도 많은 것으로 알려졌다. 러시아의 코스모스 위성 가운데도 정찰을 목적으로 한 스파이 위성이나 군사용 통신위성·위성파괴용 위성 등 비밀 군사위성이 많을 것으로 보고 있다.

## 첩보위성과 군사위성의 차이
군사용으로 사용되는 위성에는 정찰위성(해상정찰위성 포함), 조기경보위성, 도청위성, 군사통신위성, 항행위성, 군사기상위성 등이 있다. 넓게 보면 모두 첩보위성에 속한다. 그러나 좁은 의미에서의 첩보위성은 정찰위성, 조기경보위성, 그리고 도청위성만을 가리킨다.
조기경보위성은 미사일이나 핵폭탄의 발사를 조기에 감지해 적의 공격에 대비하도록 돕는다. 미국의 대표적인 조기경보위성인 DSP(Defense Support Program) 위성은 미사일이나 로켓에서 뿜어 나오는 배기가스의 열을 적외선 센서를 사용해 감지한다. 1997년 2월 미국은 미사일조기경보위성인 DSP 18호를 고도 3만 5천km에 올려놓았다. 이 위성은 미사일 발사에 대한 경보와 방어, 미사일에 대한 기술정보, 전장(戰場)에 대한 정보를 수집할 목적으로 발사됐다.
조기경보위성은 1970년대 초부터 중단 없는 조기경보체제를 제공해왔다. 걸프전 때에는 이라크의 스커드미사일의 발사를 감지해 이스라엘과 사우디아라비아의 인구밀집지역이나 군사지역에 미리 알려 피해를 최소화했다. 이렇듯 조기경보의 속도와 정확성은 기습공격의 가능성을 줄여주고 전쟁을 억제하는 데 중요한 수단이 된다. 21세기에는 전 세계를 모두 볼 수 있는 SBIRS(Space-Based Infrared System) 위성이 일부지역만 정찰했던 DSP 위성을 대체할 예정이다. 한편 러시아도 미사일 공격과 원자핵시험을 감시할 수 있는 오코위성과 프로뇨츠위성을 결합한 조기경보위성시스템을 운용해오고 있다.
도청위성은 적국의 전파나 통신을 도청하는 일을 맡는다. 미국에는 점프시트, 볼텍스, 오리온 등이 있으며, 미 공군이나 중앙정보국을 대신해 국가정찰국(NRO)이 관리하고 있다. 국가정찰국은 1992년 일반에게 알려질 때까지 존재 자체가 비밀이었다. 매그넘/오리온 계열의 위성은 미사일 시험중에 전송되는 원격계측정보를 도청하고, 볼텍스위성은 여기에 음성도청을 가미했다. 샬리트/볼텍스위성은 비밀정보도청을 수행했다. 1996년 4월 미 공군은 타이탄 4호 로켓으로 첩보위성을 발사했는데, 고급형 볼텍스 계열의 통신도청위성인 것으로 알려지고 있다. 이것은 마이크로파신호, 전파신호, 장거리전화 및 워키토키 대화내용 등을 도청할 수 있는 대형통신집진기를 갖추고 있었다.
비밀정보도청위성은 기본적으로 군사지역으로부터 흘러나오는 전파 및 레이다 전송을 기록해 지상국으로 전송하는 역할을 한다. TRW사가 개발한 르욜리트/애쿼케이드 위성은 러시아의 미사일 시험에서 나오는 신호를 집어내고 무기개발을 감시한다. 이는 러시아가 무기통제협정을 제대로 준수하는지를 감시하기 위한 것이다. 한편 러시아는 비밀정보를 얻기 위해서 첼리나위성을 1960년대 말부터 운용해왔다.
군사용 통신위성은 소형의 지상터미널과 통신해야 하기 때문에 일반적인 통신위성보다 높은 전력이 요구된다. 미국의 군사통신위성은 DSCS와 밀스타(Milstar)로 대표된다. 밀스타는 DSCS의 후속프로그램으로 육·해·공군 사이의 상호통신을 제공한다. 이것은 원자폭탄이나 에너지무기(레이저)의 공격에서 발생하는 복사선에도 끄떡없을 만큼 단단하게 설계돼 있다. 러시아는 10여 기의 군사통신위성(정지궤도의 라두가위성과 포토크위성, 타원궤도의 몰니야위성)을 가지고 있다. 스트렐라 계열의 전략통신위성도 최근까지 발사돼 해상과 지상군 사이의 VHF/UHF통신에 활용하고 있다.
방위기상위성프로그램(DMSP)으로 대표되는 군사기상위성은 가시광선과 적외선영역에서 구름영상을 찍어 폭풍, 모래바람, 허리케인, 태풍 등의 현황을 파악한다. 이러한 정보는 군사훈련이나 실제 전쟁을 치를 때 유용하게 쓰인다.

## 비사
철저하게 비밀을 유지해야 하는 첩보위성은 아마추어 천문가들 때문에 간혹 곤욕을 당한다. 갈수록 대형화되는 아마추어 천문용 망원경으로 첩보용 인공위성도 목격되기 때문이다. 일단 첩보위성의 존재가 대중에게 알려지면 미국 국가정찰국은 그 코드 명칭을 바꾸는 것을 정책으로 삼고 있다.
미국의 영상정찰위성은 코로나/디스커버러 시리즈(KH-1)로부터 계속해서 개발돼 왔으나 상호보완적인 위성이나 중복적인 위성의 개발 때문에 수년 동안 코드 명칭은 매우 혼돈스러웠다. 예를 들어 KH-2, 3, 4의 개발기간 중에 이를 보완하기 위해 KH-5의 발사가 이뤄졌는데, 이 위성의 코드 명칭은 코로나/디스커버러 시리즈가 아닌 '아르곤'으로 정해졌다. KH-11위성의 코드 명칭은 원래 '키넌'이었으나 『딥 블랙 Deep Black』이라는 책에 이 위성의 존재가 알려지면서 '크리스털'로 변경됐다. 일반적으로 KH 뒤의 숫자는 사용된 카메라의 형식에 따라 붙여진다.
코로나/디스커버러의 영상은 러시아 전략미사일의 현황을 파악할 목적으로 촬영됐다. 또 전 세계를 포괄하는 영상은 국방부를 위한 지도를 만드는 데 이용됐다. 이러한 군사목적의 초기 영상들이 공개되면서 지난 30~40년 동안 전 세계의 환경변화과정을 해석하는 데 중요한 자료로 활용되기 시작했다. 지금까지 지구환경변화를 평가하는 데는 1972년부터 찍기 시작한 랜샛위성의 영상이 사용됐다. 그런데 군사위성은 1960년대부터 영상을 찍기 시작했으므로 1960~1972년 사이의 공백을 메워줄 수 있고 게다가 랜샛위성과는 비교도 안될 만큼 정밀하기 때문이다. 환경과 거리가 먼 군사자료가 오늘날 순수과학과 환경변화를 연구하는 데 사용된다는 것은 대단한 아이러니다.

## 같이 보기
- 정찰위성
- 조기경보위성
- 군사통신위성
- 군사항법위성
- 미사일탐지위성
- 핵폭발 탐지위성
- 항행위성
- 측량위성
- 군용항공위성
- 전자정보위성
- 해양감시위성